# Gary Thomasson
Gary Leah Thomasson (San Diego, California, 29 de julio de 1951) es un exjugador de béisbol profesional estadounidense. Jugó como jardinero y primera base en las Grandes Ligas de Béisbol (MLB) entre 1972 y 1980, sobre todo en los San Francisco Giants con los que jugó durante siete temporadas. También jugó para Los Angeles Dodgers, New York Yankees, Seattle Mariners, Montreal Expos y los Cincinnati Reds. Después de su carrera en las Grandes Ligas, jugó para los Yomiuri Giants de la Liga Japonesa de Béisbol Profesional de 1981 a 1982. Thomasson formó parte del equipo ganador de los Yankees en la Serie Mundial de 1978.

## Carrera
Thomasson asistió a Oceanside High School en Oceanside, California, y fue reclutado por los San Francisco Giants en la séptima ronda del Draft de las Grandes Ligas de Béisbol de 1969. Hizo su debut en las Grandes Ligas el 5 de septiembre de 1972, a la edad de 21 años, como emergente para el lanzador Frank Reberger en la victoria de los Giants por 4-3 sobre los San Diego Padres. En 1973, su primera temporada completa en Grandes Ligas, Thomasson bateó .285 en 112 juegos.
Thomasson fue canjeado junto con Gary Alexander, Dave Heaverlo, John Henry Johnson, Phil Huffman, Alan Wirth y $300,000 de los Giants a los Oakland Athletics por Vida Blue el 15 de marzo de 1978. Mario Guerrero fue enviado a los Athletics tres semanas después, el 7 de abril, para completar la transacción.
Thomasson pasó solo unos meses y 47 juegos con los de Oakland antes de ser canjeado a los New York Yankees por Dell Alston, Mickey Klutts y $50,000, el 15 de junio de 1978. Ocho meses después estaba en movimiento nuevamente, siendo traspasado a Los Angeles Dodgers a cambio del receptor Brad Gulden el 15 de febrero de 1979.
Fue comprado a los Dodgers por los Yomiuri Giants de la Liga Japonesa de Béisbol Profesional el 22 de diciembre de 1980, pasando sus dos últimas temporadas profesionales (1981–82) en Japón. Su llegada fue vista como un gran acontecimiento, con Thomasson convirtiéndose en el extranjero mejor pagado de la liga japonesa, cobrando 1,2 millones de dólares de la época. No obstante, sus dos años en Japón fueron una decepción, y estuvo cerca de establecer el récord de ponches de la liga antes de que una lesión en la rodilla terminara con su carrera.
El escritor y artista conceptual de Tokio Genpei Akasegawa publicó un libro que contenía fotografías de objetos encontrados que denominó «Hiperarte Thomasson». El libro tuvo un seguimiento de culto entre los jóvenes japoneses de finales de la década de 1980.